# Elecciones provinciales de Buenos Aires de 2003
Las Elecciones de la Provincia de Buenos Aires de 2003, se realizaron el 14 de septiembre de 2003, con la participación de 10.294.725. Estas dieron por ganador a Felipe Solá por el 43% de los votos.

## Principales candidaturas

### Frente para la Victoria
| |                                                                                |
| |                                                                                |
| Felipe Solá | Graciela Giannettasio                                                          |
| para gobernador                                                                                                   | para vicegobernadora                                                           |
| |                                                                                |
| Gobernador de la provincia de Buenos Aires (2002–2003) Vicegobernador de la provincia de Buenos Aires (1999-2002) | Ministra de Educación, Ciencia y Tecnología de la Nación Argentina (2002-2003) |

### Acción Federalista por Buenos Aires
| Acción Federalista |                      |
| PAUFE |                      |
| Luis Patti | Silvia Barreiro      |
| para gobernador | para vicegobernadora |
| |                      |
| Intendente de Escobar (1995-2003) | Docente              |
| Partidos en la alianza: - Partido Unidad Federalista - Acción por la República - Unión del Centro Democrático - Partido Celeste y Blanco |                      |

### Frente Popular Bonaerense
| Frente Popular Bonaerense |                                            |
| |                                            |
| Aldo Rico | Juan Carlos Pellita                        |
| para gobernador | para vicegobernador                        |
| |                                            |
| Intendente de San Miguel (1997–2003)                                                                                                 | Intendente de General Lamadrid (1991–2003) |
| Partidos en la alianza: - Movimiento por la Dignidad y la Independencia - Movimiento Popular Bonaerense - Partido Nuevo Buenos Aires |                                            |

### Unión Cívica Radical
|                                                                |                                                                 |
| Margarita Stolbizer                                            | Miguel Ángel Bazze                                              |
| para gobernadora                                               | para vicegobernador                                             |
|                                                                |                                                                 |
| Diputada nacional por la provincia de Buenos Aires (1997-2005) | Diputado provincial de la provincia de Buenos Aires (1989-1993) |

### Afirmación para una República de Iguales
|                                                                                             |                                      |
| Carlos Raimundi                                                                             | Liliana Piani                        |
| para gobernador                                                                             | para vicegobernadora                 |
|                                                                                             |                                      |
| Diputado nacional por la provincia de Buenos Aires (1995-2003)                              | Concejal de San Fernando (1995–2003) |
| Partidos en la alianza: - Afirmación para una República Igualitaria - Partido Intransigente |                                      |

### Partido Socialista-Izquierda Unida
| |                                                    |
| |                                                    |
| Jorge Rivas | León Zimerman                                      |
| para gobernador | para vicegobernador                                |
| |                                                    |
| Diputado nacional por la provincia de Buenos Aires (1997-2005)                                                                                       | defensor de derechos humanos y fundador de CORREPI |
| Partidos en la alianza: - Partido Socialista - Partido de los Comunistas de la Provincia de Buenos Aires - Movimiento Socialista de los Trabajadores |                                                    |

### Movimiento Federal Recrear
|                                                                                       |                                             |
|                                                                                       |                                             |
| Hernán Lombardi                                                                       | Arturo Hotton                               |
| para gobernador                                                                       | para vicegobernador                         |
|                                                                                       |                                             |
| Ministro de Turismo, Cultura y Deportes de la Nación Argentina (2001)                 | Embajador Argentino en Bulgaria (1999-2003) |
| Partidos en la alianza: - Recrear para el Crecimiento - Partido Demócrata Progresista |                                             |

## Renovación legislativa
| Sección Electoral | Cámara de Diputados | Cámara de Diputados | Senado    | Senado    |
| Sección Electoral | Diputados           | A renovar           | Senadores | A renovar |
| ----------------- | ------------------- | ------------------- | --------- | --------- |
| 1                 | 15                  | 15                  | 8         | —         |
| 2                 | 11                  | —                   | 5         | 5         |
| 3                 | 18                  | —                   | 9         | 9         |
| 4                 | 14                  | 14                  | 7         | —         |
| 5                 | 11                  | 11                  | 5         | —         |
| 6                 | 11                  | —                   | 6         | 6         |
| 7                 | 6                   | 6                   | 3         | —         |
| 8 - Capital       | 6                   | —                   | 3         | 3         |
| Total             | 92                  | 46                  | 46        | 23        |

## Resultados

### Gobernador y vicegobernador
| Fórmula               | Fórmula                 | Partido/Alianza       | Partido/Alianza                           | Votos     | %     |
| Gobernador            | Vicegobernador          | Partido/Alianza       | Partido/Alianza                           | Votos     | %     |
| --------------------- | ----------------------- | --------------------- | ----------------------------------------- | --------- | ----- |
| Felipe Solá           | Graciela Giannettasio   |                       | Partido Justicialista                     | 2.563.136 | 43,32 |
| Luis Patti            | Silvia Barreiro         |                       | Acción Federalista por Buenos Aires       | 733.262   | 12,39 |
| Aldo Rico             | Juan Carlos Pellita     |                       | Frente Popular Bonaerense                 | 684.176   | 11,56 |
| Margarita Stolbizer   | Miguel Ángel Bazze      |                       | Unión Cívica Radical                      | 530.531   | 8,97  |
| Carlos Raimundi       | Liliana Piani           |                       | Afirmación para una República Igualitaria | 493.752   | 8,35  |
| Jorge Rivas           | León Zimerman           |                       | Partido Socialista - Izquierda Unida      | 249.896   | 4,22  |
| Hernán Lombardi       | Arturo Hotton           |                       | Movimiento Federal Recrear                | 233.300   | 3,94  |
| Sandra Caprara        | Julia Peralta           |                       | Partido Humanista Ecologista              | 95.055    | 1,61  |
| Jens Christian Rath   | Daniel Rapanelli        |                       | Partido Obrero                            | 76.360    | 1,29  |
| Fabián Sarna          | Ana Dolores Gorría      |                       | Partido Socialista Auténtico              | 45.823    | 0,77  |
| Luis D'Elía           | Eduardo Slutzky         |                       | Frente Cambia Buenos Aires (FpC - ND)     | 42.690    | 0,72  |
| Francisco Gutiérrez   | Horacio Campos          |                       | Frente Polo Social para la Victoria       | 32.350    | 0,55  |
| Rubén Bollini         | Enrique Torres          |                       | Movimiento de Integración y Desarrollo    | 31.560    | 0,53  |
| Aladino Benassi       | Daniel Martínez         |                       | Movimiento Vecinalista Provincial         | 28.961    | 0,49  |
| Gustavo de la Serna   | Luis Alberto Bragagnolo |                       | Partido Demócrata Cristiano               | 27.862    | 0,47  |
| José Montes           | Mariana Salomón         |                       | Partido de los Trabajadores Socialistas   | 23.375    | 0,40  |
| Francisco Bosch       | Aldo Buffa              |                       | Partido Popular de la Reconstrucción      | 18.839    | 0,32  |
| Walter Frecchieri     | Marta Pietri            |                       | Movimiento por la Justicia Social         | 5.719     | 0,10  |
| Votos positivos       | Votos positivos         | Votos positivos       | Votos positivos                           | 5.916.647 | 84,31 |
| Votos en blanco       | Votos en blanco         | Votos en blanco       | Votos en blanco                           | 1.014.771 | 14,46 |
| Votos nulos           | Votos nulos             | Votos nulos           | Votos nulos                               | 86.556    | 1,23  |
| Participación         | Participación           | Participación         | Participación                             | 7.017.974 | 71,53 |
| Electores registrados | Electores registrados   | Electores registrados | Electores registrados                     | 9.811.286 | 100   |
| Fuentes:              |                         |                       |                                           |           |       |

### Cámara de Diputados
| ← 2001 · Cámara de Diputados · 2005 → | ← 2001 · Cámara de Diputados · 2005 →                  | ← 2001 · Cámara de Diputados · 2005 → | ← 2001 · Cámara de Diputados · 2005 → | ← 2001 · Cámara de Diputados · 2005 → |
| Partido/Alianza                       | Partido/Alianza                                        | Votos                                 | %                                     | Bancas                                |
| ------------------------------------- | ------------------------------------------------------ | ------------------------------------- | ------------------------------------- | ------------------------------------- |
|                                       | Partido Justicialista                                  | 1.058.362                             | 37,67                                 | 28/46                                 |
|                                       | Unión Cívica Radical                                   | 359.852                               | 12,81                                 | 11/46                                 |
|                                       | Frente Popular Bonaerense                              | 296.795                               | 10,56                                 | 3/46                                  |
|                                       | Acción Federalista por Buenos Aires                    | 262.647                               | 9,35                                  | 2/46                                  |
|                                       | Afirmación para una República de Iguales               | 258.712                               | 9,21                                  | 2/46                                  |
|                                       | Movimiento Federal Recrear                             | 134.933                               | 4,80                                  |                                       |
|                                       | Partido Socialista - Izquierda Unida                   | 113.201                               | 4,03                                  |                                       |
|                                       | Partido Humanista Ecologista                           | 45.123                                | 1,61                                  |                                       |
|                                       | Acción Marplatense                                     | 41.566                                | 1,48                                  |                                       |
|                                       | Partido Obrero                                         | 36.012                                | 1,28                                  |                                       |
|                                       | Voluntad para la Integración y el Desarrollo Auténtico | 30.817                                | 1,10                                  |                                       |
|                                       | Partido Autonomista                                    | 28.984                                | 1,03                                  |                                       |
|                                       | Partido Socialista Auténtico                           | 23.145                                | 0,82                                  |                                       |
|                                       | Movimiento de Integración y Desarrollo                 | 15.826                                | 0,56                                  |                                       |
|                                       | Frente Cambia Buenos Aires (FpC - ND)                  | 14.082                                | 0,50                                  |                                       |
|                                       | Frente Polo Social para la Victoria                    | 13.399                                | 0,48                                  |                                       |
|                                       | Partido Demócrata Cristiano                            | 12.170                                | 0,43                                  |                                       |
|                                       | Movimiento Vecinalista Provincial                      | 11.935                                | 0,42                                  |                                       |
|                                       | Partido Popular de la Reconstrucción                   | 11.266                                | 0,40                                  |                                       |
|                                       | Partido Nacionalista Constitucional                    | 10.298                                | 0,37                                  |                                       |
|                                       | Partido Auténtico                                      | 7.498                                 | 0,27                                  |                                       |
|                                       | Partido de los Trabajadores Socialistas                | 7.340                                 | 0,26                                  |                                       |
|                                       | Partido Unión y Libertad                               | 6.282                                 | 0,22                                  |                                       |
|                                       | Frente Unión por Buenos Aires                          | 3.722                                 | 0,13                                  |                                       |
|                                       | Movimiento por la Justicia Social                      | 2.805                                 | 0.10                                  |                                       |
|                                       | Encuentro Popular                                      | 2.595                                 | 0,09                                  |                                       |
|                                       | General Pueyrredón                                     | 191                                   | 0,01                                  |                                       |
| Votos positivos                       | Votos positivos                                        | 2.809.558                             | 79,39                                 |                                       |
| Votos en blanco                       | Votos en blanco                                        | 689.820                               | 19,49                                 |                                       |
| Votos nulos                           | Votos nulos                                            | 39.615                                | 1,12                                  |                                       |
| Participación                         | Participación                                          | 3.538.993                             | 79,31                                 |                                       |
| Electores registrados                 | Electores registrados                                  | 4.462.117                             | 100                                   |                                       |
| Fuentes:                              |                                                        |                                       |                                       |                                       |

#### Resultados por secciones electorales

Secciones electorales de Buenos Aires:
1ª Sección
2ª Sección
3ª Sección
4ª Sección
5ª Sección
6ª Sección
7ª Sección
8ª Sección/Capital

| 1ª Sección Electoral 15 Diputados | 1ª Sección Electoral 15 Diputados                      | 1ª Sección Electoral 15 Diputados | 1ª Sección Electoral 15 Diputados | 1ª Sección Electoral 15 Diputados | 1ª Sección Electoral 15 Diputados |
| Partido/Alianza                   | Partido/Alianza                                        | Votos                             | %                                 | Bancas                            | Electos |
| --------------------------------- | ------------------------------------------------------ | --------------------------------- | --------------------------------- | --------------------------------- | --- |
|                                   | Partido Justicialista                                  | 709.683                           | 37,78                             | 8/15                              | Ver electos: - Mariano West - Horacio Ramiro González - Stella Maris Giroldi - Alfredo Mario Antonuccio - Carlos Eduardo Caterbetti - María Inés Fernández - Carlos Alberto Muñoz - Jesús Hilmar María Aispuru     |
|                                   | Frente Popular Bonaerense                              | 258.624                           | 13,77                             | 3/15                              | Ver electos: - Claudio Luis Pérez - Octavio Argüello - Karina G. Rocca |
|                                   | Acción Federalista por Buenos Aires                    | 232.540                           | 12,38                             | 2/15                              | - Osvaldo Jorge Fernández - Marta Susana Ferrara |
|                                   | Afirmación para una República de Iguales               | 188.595                           | 10,04                             | 2/15                              | - Sebastián Cinquerrui - Mario Jorge Fabris |
|                                   | Unión Cívica Radical                                   | 97.329                            | 5,18                              |                                   | |
|                                   | Movimiento Federal Recrear                             | 95.062                            | 5,06                              |                                   | |
|                                   | Partido Socialista - Izquierda Unida                   | 85.603                            | 4,56                              |                                   | |
|                                   | Partido Humanista Ecologista                           | 36.494                            | 1,94                              |                                   | |
|                                   | Partido Autonomista                                    | 28.984                            | 1,54                              |                                   | |
|                                   | Partido Obrero                                         | 28.618                            | 1,52                              |                                   | |
|                                   | Voluntad para la Integración y el Desarrollo Auténtico | 23.445                            | 1,25                              |                                   | |
|                                   | Partido Socialista Auténtico                           | 17.253                            | 0,92                              |                                   | |
|                                   | Frente Cambia Buenos Aires (FpC - ND)                  | 11.498                            | 0,61                              |                                   | |
|                                   | Partido Demócrata Cristiano                            | 10.164                            | 0,54                              |                                   | |
|                                   | Frente Polo Social para la Victoria                    | 9.452                             | 0,50                              |                                   | |
|                                   | Movimiento de Integración y Desarrollo                 | 7.620                             | 0,41                              |                                   | |
|                                   | Partido de los Trabajadores Socialistas                | 7.340                             | 0,39                              |                                   | |
|                                   | Partido Popular de la Reconstrucción                   | 7.171                             | 0,38                              |                                   | |
|                                   | Partido Auténtico                                      | 6.757                             | 0,36                              |                                   | |
|                                   | Movimiento Vecinalista Provincial                      | 6.236                             | 0,33                              |                                   | |
|                                   | Partido Nacionalista Constitucional                    | 5.112                             | 0,27                              |                                   | |
|                                   | Movimiento por la Justicia Social                      | 2.737                             | 0,15                              |                                   | |
|                                   | Encuentro Popular                                      | 2.109                             | 0,11                              |                                   | |
| Votos positivos                   | Votos positivos                                        | 1.878.426                         | 79,03                             |                                   | |
| Votos en blanco                   | Votos en blanco                                        | 470.128                           | 19,78                             |                                   | |
| Votos nulos                       | Votos nulos                                            | 28.244                            | 1,19                              |                                   | |
| Participación                     | Participación                                          | 2.376.798                         | 70,92                             |                                   | |
| Electores registrados             | Electores registrados                                  | 3.351.354                         | 100                               |                                   | |
| 4ª Sección Electoral 14 Diputados |                                                        |                                   |                                   |                                   | |
| Partido/Alianza                   | Partido/Alianza                                        | Votos                             | %                                 | Bancas                            | Electos |
|                                   | Partido Justicialista                                  | 116.531                           | 42,02                             | 9/14                              | Ver electos: - Julián Domínguez - Florencio Randazzo - Marta Susana Médici - Carlos Alberto Alonso - Nicolás Manuel Dalesio - Mirtha Gloria Cure - Carlos Miguel Viñuela - Juan Bautista Zitti - Nélida Mabel Díaz |
|                                   | Unión Cívica Radical                                   | 80.390                            | 28,99                             | 5/14                              | Ver electos: - Ernesto Marcelo Elías - Luis Alberto Bruni - Silvia R. Crocco - Irma Gladis Uña - Gustavo Daniel Ferrari                                                                                            |
|                                   | Afirmación para una República de Iguales               | 17.993                            | 6,49                              |                                   | |
|                                   | Frente Popular Bonaerense                              | 10.525                            | 3,80                              |                                   | |
|                                   | Movimiento de Integración y Desarrollo                 | 7.674                             | 2,77                              |                                   | |
|                                   | Acción Federalista por Buenos Aires                    | 7.443                             | 2,68                              |                                   | |
|                                   | Movimiento Federal Recrear                             | 7.135                             | 2,57                              |                                   | |
|                                   | Partido Socialista - Izquierda Unida                   | 7.059                             | 2,55                              |                                   | |
|                                   | Partido Unión y Libertad                               | 6.282                             | 2,27                              |                                   | |
|                                   | Frente Unión por Buenos Aires                          | 3.087                             | 1,11                              |                                   | |
|                                   | Frente Polo Social para la Victoria                    | 2.446                             | 0,88                              |                                   | |
|                                   | Partido Obrero                                         | 1.999                             | 0,72                              |                                   | |
|                                   | Voluntad para la Integración y el Desarrollo Auténtico | 1.913                             | 0,69                              |                                   | |
|                                   | Movimiento Vecinalista Provincial                      | 1.817                             | 0,66                              |                                   | |
|                                   | Partido Socialista Auténtico                           | 1.425                             | 0,51                              |                                   | |
|                                   | Partido Humanista Ecologista                           | 1.320                             | 0,48                              |                                   | |
|                                   | Partido Nacionalista Constitucional                    | 791                               | 0,29                              |                                   | |
|                                   | Partido Demócrata Cristiano                            | 662                               | 0,24                              |                                   | |
|                                   | Frente Cambia Buenos Aires (FpC - ND)                  | 547                               | 0,20                              |                                   | |
|                                   | Partido Popular de la Reconstrucción                   | 239                               | 0,09                              |                                   | |
|                                   | Movimiento por la Justicia Social                      | 13                                | 0,00                              |                                   | |
| Votos positivos                   | Votos positivos                                        | 277.291                           | 82,48                             |                                   | |
| Votos en blanco                   | Votos en blanco                                        | 56.456                            | 16,79                             |                                   | |
| Votos nulos                       | Votos nulos                                            | 2.453                             | 0,73                              |                                   | |
| Participación                     | Participación                                          | 336.200                           | 76,19                             |                                   | |
| Electores registrados             | Electores registrados                                  | 441.272                           | 100                               |                                   | |
| 5ª Sección Electoral 11 Diputados |                                                        |                                   |                                   |                                   | |
| Partido/Alianza                   | Partido/Alianza                                        | Votos                             | %                                 | Bancas                            | Electos |
|                                   | Partido Justicialista                                  | 177.929                           | 34,56                             | 8/11                              | Ver electos: - Juan Antonio Garivoto - Raúl José Bozzano - Adriana Renee Meckievi - Raúl Adrián Mircovich - Julio Miguel Municoy - María Isabel Luques - Juan Carlos Veramendi - Juan Domingo Novero               |
|                                   | Unión Cívica Radical                                   | 126.088                           | 24,49                             | 3/11                              | Ver electos: - Julio César Alfonsín - Juan Alberto Gobbi - Magdalena Pesqueira |
|                                   | Afirmación para una República de Iguales               | 45.231                            | 8,79                              |                                   | |
|                                   | Acción Marplatense                                     | 41.566                            | 8,07                              |                                   | |
|                                   | Movimiento Federal Recrear                             | 28.633                            | 5,56                              |                                   | |
|                                   | Frente Popular Bonaerense                              | 21.743                            | 4,22                              |                                   | |
|                                   | Acción Federalista por Buenos Aires                    | 19.743                            | 3,84                              |                                   | |
|                                   | Partido Socialista - Izquierda Unida                   | 17.887                            | 3,47                              |                                   | |
|                                   | Partido Humanista Ecologista                           | 6.620                             | 1,29                              |                                   | |
|                                   | Partido Socialista Auténtico                           | 4.467                             | 0,87                              |                                   | |
|                                   | Partido Obrero                                         | 4.321                             | 0,84                              |                                   | |
|                                   | Voluntad para la Integración y el Desarrollo Auténtico | 4.266                             | 0,83                              |                                   | |
|                                   | Partido Nacionalista Constitucional                    | 3.853                             | 0,75                              |                                   | |
|                                   | Movimiento Vecinalista Provincial                      | 3.687                             | 0,72                              |                                   | |
|                                   | Partido Popular de la Reconstrucción                   | 3.436                             | 0,67                              |                                   | |
|                                   | Frente Cambia Buenos Aires (FpC - ND)                  | 1.681                             | 0,33                              |                                   | |
|                                   | Partido Demócrata Cristiano                            | 1.344                             | 0,26                              |                                   | |
|                                   | Frente Polo Social para la Victoria                    | 1.285                             | 0,25                              |                                   | |
|                                   | Partido Auténtico                                      | 741                               | 0,14                              |                                   | |
|                                   | General Pueyrredón                                     | 191                               | 0,04                              |                                   | |
|                                   | Movimiento por la Justicia Social                      | 55                                | 0,01                              |                                   | |
| Votos positivos                   | Votos positivos                                        | 514.767                           | 78,72                             |                                   | |
| Votos en blanco                   | Votos en blanco                                        | 131.493                           | 20,11                             |                                   | |
| Votos nulos                       | Votos nulos                                            | 7.641                             | 1,17                              |                                   | |
| Participación                     | Participación                                          | 653.901                           | 76,19                             |                                   | |
| Electores registrados             | Electores registrados                                  | 441.272                           | 100                               |                                   | |
| 7ª Sección Electoral 6 Diputados  |                                                        |                                   |                                   |                                   | |
| Partido/Alianza                   | Partido/Alianza                                        | Votos                             | %                                 | Bancas                            | Electos |
|                                   | Unión Cívica Radical                                   | 56.045                            | 40,30                             | 3/6                               | Ver electos: - Juan Carlos Morán - Jorge Cartolano - Ana María Peralta |
|                                   | Partido Justicialista                                  | 54.219                            | 38,99                             | 3/6                               | Ver electos: - Isidoro Roberto Laso - Alicia Tabares - Nicolás Omar Castiglione |
|                                   | Afirmación para una República de Iguales               | 6.893                             | 4,96                              |                                   | |
|                                   | Frente Popular Bonaerense                              | 5.903                             | 4,24                              |                                   | |
|                                   | Movimiento Federal Recrear                             | 4.103                             | 2,95                              |                                   | |
|                                   | Acción Federalista por Buenos Aires                    | 2.921                             | 2,10                              |                                   | |
|                                   | Partido Socialista - Izquierda Unida                   | 2.652                             | 1,91                              |                                   | |
|                                   | Voluntad para la Integración y el Desarrollo Auténtico | 1.193                             | 0,86                              |                                   | |
|                                   | Partido Obrero                                         | 1.074                             | 0,77                              |                                   | |
|                                   | Partido Humanista Ecologista                           | 689                               | 0,50                              |                                   | |
|                                   | Frente Unión por Buenos Aires                          | 635                               | 0,46                              |                                   | |
|                                   | Partido Nacionalista Constitucional                    | 542                               | 0,39                              |                                   | |
|                                   | Movimiento de Integración y Desarrollo                 | 532                               | 0,38                              |                                   | |
|                                   | Encuentro Popular                                      | 486                               | 0,35                              |                                   | |
|                                   | Partido Popular de la Reconstrucción                   | 420                               | 0,30                              |                                   | |
|                                   | Frente Cambia Buenos Aires (FpC - ND)                  | 356                               | 0,26                              |                                   | |
|                                   | Frente Polo Social para la Victoria                    | 216                               | 0,16                              |                                   | |
|                                   | Movimiento Vecinalista Provincial                      | 195                               | 0,14                              |                                   | |
| Votos positivos                   | Votos positivos                                        | 139.074                           | 80,81                             |                                   | |
| Votos en blanco                   | Votos en blanco                                        | 31.743                            | 18,45                             |                                   | |
| Votos nulos                       | Votos nulos                                            | 1.277                             | 0,74                              |                                   | |
| Participación                     | Participación                                          | 172.094                           | 75,27                             |                                   | |
| Electores registrados             | Electores registrados                                  | 228.219                           | 100                               |                                   | |

### Senado
| ← 2001 · Senado · 2005 → | ← 2001 · Senado · 2005 →                               | ← 2001 · Senado · 2005 → | ← 2001 · Senado · 2005 → | ← 2001 · Senado · 2005 → |
| Partido/Alianza          | Partido/Alianza                                        | Votos                    | %                        | Bancas                   |
| ------------------------ | ------------------------------------------------------ | ------------------------ | ------------------------ | ------------------------ |
|                          | Partido Justicialista                                  | 1.244.387                | 43,41                    | 18/23                    |
|                          | Afirmación para una República de Iguales               | 271.053                  | 9,46                     |                          |
|                          | Frente Popular Bonaerense                              | 263.366                  | 9,19                     |                          |
|                          | Unión Cívica Radical                                   | 253.129                  | 8,83                     | 4/23                     |
|                          | Partido Socialista - Izquierda Unida                   | 155.289                  | 5,42                     |                          |
|                          | Acción Federalista por Buenos Aires                    | 148.513                  | 5,18                     |                          |
|                          | Movimiento Federal Recrear                             | 107.809                  | 3,76                     |                          |
|                          | Partido Autonomista                                    | 60.036                   | 2,09                     |                          |
|                          | Partido Humanista Ecologista                           | 54.659                   | 1,91                     |                          |
|                          | Frente Renovador Platense                              | 45.181                   | 1,58                     | 1/23                     |
|                          | Partido Obrero                                         | 43.087                   | 1,50                     |                          |
|                          | Voluntad para la Integración y el Desarrollo Auténtico | 35.351                   | 1,23                     |                          |
|                          | Frente Cambia Buenos Aires (FpC - ND)                  | 28.297                   | 0,99                     |                          |
|                          | Partido Socialista Auténtico                           | 22.954                   | 0,80                     |                          |
|                          | Movimiento Vecinalista Provincial                      | 22.548                   | 0,79                     |                          |
|                          | Encuentro Popular                                      | 22.343                   | 0,78                     |                          |
|                          | Frente Polo Social para la Victoria                    | 18.368                   | 0,64                     |                          |
|                          | Movimiento de Integración y Desarrollo                 | 14.900                   | 0,52                     |                          |
|                          | Partido Demócrata Cristiano                            | 14.870                   | 0,52                     |                          |
|                          | Partido de los Trabajadores Socialistas                | 11.987                   | 0,42                     |                          |
|                          | Partido Popular de la Reconstrucción                   | 9.141                    | 0,32                     |                          |
|                          | Partido Auténtico                                      | 6.551                    | 0,23                     |                          |
|                          | Partido Nacionalista Constitucional                    | 4.854                    | 0,17                     |                          |
|                          | Movimiento por la Justicia Social                      | 3.319                    | 0,12                     |                          |
|                          | Frente Amplio por la Ciudad                            | 2.251                    | 0,08                     |                          |
|                          | Partido Unión y Libertad                               | 2.048                    | 0,07                     |                          |
| Votos positivos          | Votos positivos                                        | 2.866.291                | 82,39                    |                          |
| Votos en blanco          | Votos en blanco                                        | 565.387                  | 16,25                    |                          |
| Votos nulos              | Votos nulos                                            | 47.315                   | 1,36                     |                          |
| Participación            | Participación                                          | 3.478.993                | 71,83                    |                          |
| Electores registrados    | Electores registrados                                  | 4.843.496                | 100                      |                          |
| Fuentes:                 |                                                        |                          |                          |                          |

#### Resultados por secciones electorales
| 2ª Sección Electoral 5 Senadores         | 2ª Sección Electoral 5 Senadores                       | 2ª Sección Electoral 5 Senadores | 2ª Sección Electoral 5 Senadores | 2ª Sección Electoral 5 Senadores | 2ª Sección Electoral 5 Senadores |
| Partido/Alianza                          | Partido/Alianza                                        | Votos                            | %                                | Bancas                           | Electos |
| ---------------------------------------- | ------------------------------------------------------ | -------------------------------- | -------------------------------- | -------------------------------- | --- |
|                                          | Partido Justicialista                                  | 119.455                          | 42,81                            | 3/5                              | Ver electos: - Victorio Carlos Migliaro - Eduardo Luis di Rocco - Edda Evangelina Acuña |
|                                          | Unión Cívica Radical                                   | 57.242                           | 20,52                            | 2/5                              | - Mario Gustavo Vignali - Andrés M. Antedoménico |
|                                          | Afirmación para una República de Iguales               | 25.141                           | 9,01                             |                                  | |
|                                          | Partido Socialista - Izquierda Unida                   | 23.706                           | 8,50                             |                                  | |
|                                          | Acción Federalista por Buenos Aires-Vida               | 18.286                           | 6,55                             |                                  | |
|                                          | Frente Popular Bonaerense                              | 11.718                           | 4,20                             |                                  | |
|                                          | Movimiento Federal Recrear                             | 5.992                            | 2,15                             |                                  | |
|                                          | Partido Socialista Auténtico                           | 4.396                            | 1,58                             |                                  | |
|                                          | Frente Polo Social para la Victoria                    | 3.108                            | 1,11                             |                                  | |
|                                          | Frente Cambia Buenos Aires (FpC - ND)                  | 3.008                            | 1,08                             |                                  | |
|                                          | Partido Obrero                                         | 2.186                            | 0,78                             |                                  | |
|                                          | Movimiento Vecinalista Provincial                      | 1.605                            | 0,58                             |                                  | |
|                                          | Partido Humanista Ecologista                           | 1.405                            | 0,50                             |                                  | |
|                                          | Partido Nacionalista Constitucional                    | 1.071                            | 0,38                             |                                  | |
|                                          | Partido Popular de la Reconstrucción                   | 689                              | 0,25                             |                                  | |
| Votos positivos                          | Votos positivos                                        | 279.008                          | 76,15                            |                                  | |
| Votos en blanco                          | Votos en blanco                                        | 84.122                           | 22,96                            |                                  | |
| Votos nulos                              | Votos nulos                                            | 3.279                            | 0,89                             |                                  | |
| Participación                            | Participación                                          | 366.409                          | 76,02                            |                                  | |
| Electores registrados                    | Electores registrados                                  | 481.967                          | 100                              |                                  | |
| 3ª Sección Electoral 9 Senadores         |                                                        |                                  |                                  |                                  | |
| Partido/Alianza                          | Partido/Alianza                                        | Votos                            | %                                | Bancas                           | Electos |
|                                          | Partido Justicialista                                  | 907.448                          | 45,15                            | 9/9                              | Ver electos: - Antonio Ernesto Arcuri - Federico Carlos Scarabino - Hebe Aurora Maruco - Manuel Marcelino Lozano - Jorge Luis Pirozzolo - Cristina Luján Rasquetti - Eduardo Luis Amalvy - Remo Salve - Mónica Litza |
|                                          | Frente Popular Bonaerense                              | 221.240                          | 11,01                            |                                  | |
|                                          | Afirmación para una República de Iguales               | 186.565                          | 9,28                             |                                  | |
|                                          | Acción Federalista por Buenos Aires                    | 110.309                          | 5,49                             |                                  | |
|                                          | Partido Socialista - Izquierda Unida                   | 104.386                          | 5,19                             |                                  | |
|                                          | Unión Cívica Radical                                   | 88.084                           | 4,38                             |                                  | |
|                                          | Movimiento Federal Recrear                             | 77.329                           | 3,85                             |                                  | |
|                                          | Partido Autonomista                                    | 60.036                           | 2,99                             |                                  | |
|                                          | Partido Humanista Ecologista                           | 45.250                           | 2,25                             |                                  | |
|                                          | Partido Obrero                                         | 35.407                           | 1,76                             |                                  | |
|                                          | Voluntad para la Integración y el Desarrollo Auténtico | 27.482                           | 1,37                             |                                  | |
|                                          | Frente Cambia Buenos Aires (FpC - ND)                  | 22.727                           | 1,13                             |                                  | |
|                                          | Encuentro Popular                                      | 19.608                           | 0,98                             |                                  | |
|                                          | Partido Socialista Auténtico                           | 18.558                           | 0,92                             |                                  | |
|                                          | Movimiento Vecinalista Provincial                      | 16.302                           | 0,81                             |                                  | |
|                                          | Frente Polo Social para la Victoria                    | 14.565                           | 0,72                             |                                  | |
|                                          | Partido Demócrata Cristiano                            | 13.222                           | 0,66                             |                                  | |
|                                          | Movimiento de Integración y Desarrollo                 | 10.967                           | 0,55                             |                                  | |
|                                          | Partido de los Trabajadores Socialistas                | 10.261                           | 0,51                             |                                  | |
|                                          | Partido Popular de la Reconstrucción                   | 6.746                            | 0,34                             |                                  | |
|                                          | Partido Auténtico                                      | 6.551                            | 0,33                             |                                  | |
|                                          | Movimiento por la Justicia Social                      | 3.302                            | 0,16                             |                                  | |
|                                          | Partido Nacionalista Constitucional                    | 2.113                            | 0,11                             |                                  | |
|                                          | Partido Unión y Libertad                               | 1.535                            | 0,08                             |                                  | |
| Votos positivos                          | Votos positivos                                        | 2.009.993                        | 83,46                            |                                  | |
| Votos en blanco                          | Votos en blanco                                        | 363.205                          | 15,08                            |                                  | |
| Votos nulos                              | Votos nulos                                            | 35.090                           | 1,46                             |                                  | |
| Participación                            | Participación                                          | 2.408.288                        | 70,95                            |                                  | |
| Electores registrados                    | Electores registrados                                  | 3.394.219                        | 100                              |                                  | |
| 6ª Sección Electoral 6 Senadores         |                                                        |                                  |                                  |                                  | |
| Partido/Alianza                          | Partido/Alianza                                        | Votos                            | %                                | Bancas                           | Electos |
|                                          | Partido Justicialista                                  | 134.580                          | 43,28                            | 4/6                              | Ver electos: - Haroldo Amado Lebed - Alejandro Hugo Corvatta - Alicia Beatriz Fernández - Carlos Alberto Mosse |
|                                          | Unión Cívica Radical                                   | 87.745                           | 28,22                            | 2/6                              | - Alfredo Gabriel Irigoin - Graciela Carlota de Leo |
|                                          | Afirmación para una República de Iguales               | 25.617                           | 8,24                             |                                  | |
|                                          | Frente Popular Bonaerense                              | 13.633                           | 4,38                             |                                  | |
|                                          | Movimiento Federal Recrear                             | 12.028                           | 3,87                             |                                  | |
|                                          | Partido Socialista - Izquierda Unida                   | 8.215                            | 2,64                             |                                  | |
|                                          | Acción Federalista por Buenos Aires-Full               | 8.080                            | 2,60                             |                                  | |
|                                          | Movimiento Vecinalista Provincial                      | 4.641                            | 1,49                             |                                  | |
|                                          | Partido Humanista Ecologista                           | 3.552                            | 1,14                             |                                  | |
|                                          | Voluntad para la Integración y el Desarrollo Auténtico | 2.675                            | 0,86                             |                                  | |
|                                          | Partido Obrero                                         | 2.484                            | 0,80                             |                                  | |
|                                          | Movimiento de Integración y Desarrollo                 | 2.447                            | 0,79                             |                                  | |
|                                          | Encuentro Popular                                      | 1.665                            | 0,54                             |                                  | |
|                                          | Frente Cambia Buenos Aires (FpC - ND)                  | 1.601                            | 0,51                             |                                  | |
|                                          | Partido Popular de la Reconstrucción                   | 1.036                            | 0,33                             |                                  | |
|                                          | Partido Nacionalista Constitucional                    | 975                              | 0,31                             |                                  | |
| Votos positivos                          | Votos positivos                                        | 310.974                          | 78,49                            |                                  | |
| Votos en blanco                          | Votos en blanco                                        | 81.289                           | 20,52                            |                                  | |
| Votos nulos                              | Votos nulos                                            | 3.920                            | 0,99                             |                                  | |
| Participación                            | Participación                                          | 396.183                          | 73,13                            |                                  | |
| Electores registrados                    | Electores registrados                                  | 539.709                          | 100                              |                                  | |
| 8ª Sección Electoral/Capital 3 Senadores |                                                        |                                  |                                  |                                  | |
| Partido/Alianza                          | Partido/Alianza                                        | Votos                            | %                                | Bancas                           | Electos |
|                                          | Partido Justicialista                                  | 82.904                           | 31,13                            | 2/3                              | - Juan José Amondarain - Darío José González Ceuninck |
|                                          | Frente Renovador Platense                              | 45.181                           | 16,97                            | 1/3                              | - Carlos Alberto Díaz |
|                                          | Afirmación para una República de Iguales               | 33.730                           | 12,67                            |                                  | |
|                                          | Unión Cívica Radical                                   | 20.058                           | 7,53                             |                                  | |
|                                          | Partido Socialista - Izquierda Unida                   | 18.982                           | 7,13                             |                                  | |
|                                          | Frente Popular Bonaerense                              | 16.775                           | 6,30                             |                                  | |
|                                          | Movimiento Federal Recrear                             | 12.460                           | 4,68                             |                                  | |
|                                          | Acción Federalista por Buenos Aires-Platense           | 11.838                           | 4,45                             |                                  | |
|                                          | Voluntad para la Integración y el Desarrollo Auténtico | 5.194                            | 1,95                             |                                  | |
|                                          | Partido Humanista Ecologista                           | 4.452                            | 1,67                             |                                  | |
|                                          | Partido Obrero                                         | 3.010                            | 1,13                             |                                  | |
|                                          | Frente Amplio por la Ciudad                            | 2.251                            | 0,85                             |                                  | |
|                                          | Partido de los Trabajadores Socialistas                | 1.726                            | 0,65                             |                                  | |
|                                          | Partido Demócrata Cristiano                            | 1.648                            | 0,62                             |                                  | |
|                                          | Movimiento de Integración y Desarrollo                 | 1.486                            | 0,56                             |                                  | |
|                                          | Encuentro Popular                                      | 1.070                            | 0,40                             |                                  | |
|                                          | Frente Cambia Buenos Aires (FpC - ND)                  | 961                              | 0,36                             |                                  | |
|                                          | Frente Polo Social para la Victoria                    | 695                              | 0,26                             |                                  | |
|                                          | Partido Nacionalista Constitucional                    | 695                              | 0,26                             |                                  | |
|                                          | Partido Popular de la Reconstrucción                   | 670                              | 0,25                             |                                  | |
|                                          | Partido Unión y Libertad                               | 513                              | 0,19                             |                                  | |
|                                          | Movimiento por la Justicia Social                      | 17                               | 0,01                             |                                  | |
| Votos positivos                          | Votos positivos                                        | 266.316                          | 86,43                            |                                  | |
| Votos en blanco                          | Votos en blanco                                        | 36.771                           | 11,93                            |                                  | |
| Votos nulos                              | Votos nulos                                            | 5.026                            | 1,63                             |                                  | |
| Participación                            | Participación                                          | 308.113                          | 72,06                            |                                  | |
| Electores registrados                    | Electores registrados                                  | 427.601                          | 100                              |                                  | |

## Elecciones municipales
Las elecciones municipales de la provincia de Buenos Aires de 2003 se realizaron el 14 de septiembre de 2003. Se eligieron 134 intendentes, 1.030 concejales y 387 consejeros escolares. En el partido de Coronel Dorrego se realizó una segunda vuelta el 30 de noviembre de 2003 debido a un empate entre el Partido Justicialista y la Alianza por Dorrego.
| Municipio                                               | Intendente electo             | Partido | Partido                                        | Alianza/Afiliación | Alianza/Afiliación                            |
| ------------------------------------------------------- | ----------------------------- | ------- | ---------------------------------------------- | ------------------ | --------------------------------------------- |
| Adolfo Alsina                                           | Alberto Gutt R                |         | Partido Justicialista                          |                    | —                                             |
| Adolfo Gonzales Chaves                                  | Luis Daniel Vissani           |         | Unión Vecinal de Adolfo Gonzales Chaves        |                    | Vecinalismo                                   |
| Alberti                                                 | Leonel Omar Zacca             |         | Partido Justicialista                          |                    | —                                             |
| Almirante Brown                                         | Manuel Alfredo Rodríguez      |         | Partido Justicialista                          |                    | —                                             |
| Arrecifes                                               | Carlos Francisco Angelini     |         | Unión Cívica Radical                           |                    | —                                             |
| Avellaneda                                              | Baldomero Álvarez de Olivera  |         | Partido Justicialista                          |                    | —                                             |
| Ayacucho                                                | Darío David                   |         | Partido Justicialista                          |                    | —                                             |
| Azul                                                    | Omar Arnaldo Duclós R         |         | Unión Cívica Radical                           |                    | —                                             |
| Bahía Blanca                                            | Rodolfo Lopes                 |         | Partido Justicialista                          |                    | —                                             |
| Balcarce                                                | Carlos Alberto Erreguerena    |         | Partido Justicialista                          |                    | —                                             |
| Baradero                                                | Ricardo Alberto Montesanti    |         | Frente por la Lealtad                          |                    | Partido Justicialista                         |
| Benito Juárez                                           | Julio César Mariani           |         | Partido Justicialista                          |                    | —                                             |
| Berazategui                                             | Juan José Mussi               |         | Partido Justicialista                          |                    | —                                             |
| Berisso                                                 | Enrique Alfredo Slezack       |         | Partido Justicialista                          |                    | —                                             |
| Bolívar                                                 | Juan Carlos Simón R           |         | Unión Cívica Radical                           |                    | —                                             |
| Bragado                                                 | Orlando Alberto Costa R       |         | Unión Cívica Radical                           |                    | —                                             |
| Brandsen                                                | Carlos Alberto García R       |         | Unión Cívica Radical                           |                    | —                                             |
| Campana (ver detalle)                                   | Jorge Rubén Varela R          |         | Partido Justicialista                          |                    | —                                             |
| Cañuelas                                                | Héctor Leonardo Rivarola      |         | Unión Cívica Radical                           |                    | —                                             |
| Capitán Sarmiento                                       | Francisco José Álvarez        |         | Nueva Unión Vecinal de Capitán Sarmiento       |                    | Vecinalismo                                   |
| Carlos Casares                                          | Omar Ángel Foglia             |         | Unión Cívica Radical                           |                    | —                                             |
| Carlos Tejedor                                          | Emilio Monzó                  |         | Partido Justicialista                          |                    | —                                             |
| Carmen de Areco                                         | Luis Alberto Pronesti R       |         | Partido Justicialista                          |                    | —                                             |
| Castelli                                                | Edgardo Antonio Larraza R     |         | Unión Cívica Radical                           |                    | —                                             |
| Chacabuco                                               | Rubén Darío Golia             |         | Partido Justicialista                          |                    | —                                             |
| Chascomús                                               | Liliana Elsa Denot            |         | Unión Cívica Radical                           |                    | —                                             |
| Chivilcoy                                               | Ariel Fabián Franetovich      |         | Partido Justicialista                          |                    | —                                             |
| Colón                                                   | Ricardo Miguel Casi           |         | Partido Justicialista                          |                    | —                                             |
| Coronel Dorrego                                         | Osvaldo Aníbal Crego R        |         | Alianza por Dorrego                            |                    | Unión Cívica Radical                          |
| Coronel Pringles                                        | Aldo Luis Mensi R             |         | Unión Cívica Radical                           |                    | —                                             |
| Coronel Rosales                                         | Néstor Hugo Starc             |         | Integración Vecinalista Rosaleña               |                    | Vecinalismo                                   |
| Coronel Suárez                                          | Ricardo Moccero R             |         | Movimiento para la Victoria                    |                    | Vecinalismo                                   |
| Daireaux                                                | Luis Alberto Oliver R         |         | Unión Cívica Radical                           |                    | —                                             |
| Dolores                                                 | Alfredo César Meckievi        |         | Partido Justicialista                          |                    | —                                             |
| Ensenada (ver detalle)                                  | Mario Carlos Secco            |         | Unión Cívica Radical                           |                    | Frente Alternativo para el Cambio Ensenadense |
| Escobar (ver detalle)                                   | Silvio Víctor Gonzalez        |         | Partido Unidad Federalista                     |                    | Acción Federalista por Buenos Aires           |
| Esteban Echeverría                                      | Alberto Groppi R              |         | Unión Vecinalista de Esteban Echeverria        |                    | Vecinalismo                                   |
| Exaltación de la Cruz                                   | Horacio Alberto Errazú        |         | Frente Justicialista para Todos                |                    | Partido Justicialista                         |
| Ezeiza                                                  | Alejandro Granados R          |         | Partido Justicialista                          |                    | —                                             |
| Florencio Varela                                        | Julio César Pereyra R         |         | Partido Justicialista                          |                    | —                                             |
| Florentino Ameghino                                     | Andrea Fabiana García R       |         | Partido Justicialista                          |                    | —                                             |
| General Alvarado                                        | Tomás Hogan                   |         | Partido Justicialista                          |                    | —                                             |
| General Alvear                                          | Aldo Rubén Sivero             |         | Partido Justicialista                          |                    | —                                             |
| General Arenales                                        | Juan Carlos Geloso            |         | Partido Justicialista                          |                    | —                                             |
| General Belgrano                                        | Dardo Luis Auricchio          |         | Frente Juntos por Belgrano                     |                    | Unión Cívica Radical                          |
| General Guido                                           | Aníbal Eugenio Loubet R       |         | Unión Cívica Radical                           |                    | —                                             |
| General La Madrid                                       | Carlos Alfredo Valicenti      |         | Unión Cívica Radical                           |                    | —                                             |
| General Las Heras                                       | Juan Carlos Caló              |         | Partido Justicialista                          |                    | —                                             |
| General Lavalle                                         | Osvaldo Jorge Goicoechea R    |         | Partido Justicialista                          |                    | —                                             |
| General Madariaga                                       | Juan Daniel Knesevich         |         | Partido Justicialista                          |                    | —                                             |
| General Paz                                             | Edgardo Juan Uribarri R       |         | Partido Justicialista                          |                    | —                                             |
| General Pinto (ver detalle)                             | Alexis Guerrera               |         | Partido Justicialista                          |                    | —                                             |
| General Pueyrredón (ver detalle)                        | Víctor Daniel Katz Jora       |         | Unión Cívica Radical                           |                    | Vecinalismo                                   |
| General Rodríguez                                       | Jorge Marcelo Coronel         |         | Partido Justicialista                          |                    | —                                             |
| General San Martín (ver detalle)                        | Ricardo Leonardo Ivoskus R    |         | San Martín con Honestidad y Trabajo            |                    | Afirmación para una República Igualitaria     |
| General Viamonte                                        | Juan Carlos Bartoletti        |         | Partido Justicialista                          |                    | —                                             |
| General Villegas                                        | Gilberto Oscar Alegre R       |         | Partido Justicialista                          |                    | —                                             |
| Guaminí                                                 | Carlos Alberto Cordero R      |         | Unión y Alianza para el Cambio                 |                    | Unión Cívica Radical                          |
| Hipólito Yrigoyen                                       | Enrique Tkacik R              |         | Unión Cívica Radical                           |                    | —                                             |
| Hurlingham                                              | Luis Emilio Acuña             |         | Partido Justicialista                          |                    | —                                             |
| Ituzaingó                                               | Alberto Daniel Descalzo R     |         | Partido Justicialista                          |                    | —                                             |
| José C. Paz                                             | Mario Alberto Ishii R         |         | Partido Justicialista                          |                    | —                                             |
| Junín                                                   | Mario Andrés Meoni            |         | Unión Cívica Radical                           |                    | —                                             |
| La Costa                                                | Juan de Jesús                 |         | Partido Justicialista                          |                    | —                                             |
| La Matanza (ver detalle)                                | Alberto Balestrini R          |         | Partido Justicialista                          |                    | —                                             |
| La Plata (ver detalle)                                  | Julio César Alak R            |         | Partido Justicialista                          |                    | —                                             |
| Lanús                                                   | Manuel Quindimil R            |         | Partido Justicialista                          |                    | —                                             |
| Laprida                                                 | Susana Haydeé Iglesias R      |         | Unión Cívica Radical                           |                    | —                                             |
| Las Flores                                              | Alberto César Gelené          |         | Partido Justicialista                          |                    | —                                             |
| Leandro N. Alem                                         | Alberto Rubén Conocchiari R   |         | Frente Espacio para los Vecinos                |                    | Unión Cívica Radical                          |
| Lincoln                                                 | Jorge Abel Fernández          |         | Partido Justicialista                          |                    | —                                             |
| Lobería                                                 | Hugo César Rodríguez          |         | Partido Justicialista                          |                    | —                                             |
| Lobos                                                   | Gustavo Rubén Sobrero         |         | Partido Justicialista                          |                    | —                                             |
| Lomas de Zamora                                         | Jorge Omar Rossi              |         | Partido Justicialista                          |                    | —                                             |
| Luján                                                   | Miguel Ángel Prince R         |         | Partido Justicialista                          |                    | —                                             |
| Magdalena                                               | Fernando Gabriel Carballo     |         | Partido Justicialista                          |                    | —                                             |
| Maipú                                                   | Horacio Miguel Morete         |         | Unión Cívica Radical                           |                    | —                                             |
| Malvinas Argentinas (ver detalle)                       | Jesús Cataldo Cariglino R     |         | Partido Justicialista                          |                    | —                                             |
| Mar Chiquita                                            | Jorge Alberto Paredi          |         | Partido Justicialista                          |                    | —                                             |
| Marcos Paz                                              | Ricardo Curutchet             |         | Concertación por Marcos Paz                    |                    | Unión Cívica Radical                          |
| Mercedes                                                | Carlos Américo Selva          |         | Partido Justicialista                          |                    | —                                             |
| Merlo                                                   | Raúl Alfredo Othacehé R       |         | Partido Justicialista                          |                    | —                                             |
| Monte                                                   | Laura María Giagnacovo R      |         | Partido Justicialista                          |                    | —                                             |
| Monte Hermoso                                           | Rodolfo Marcelo Di Pascuale R |         | Partido Justicialista                          |                    | —                                             |
| Moreno                                                  | Andrés Roberto Arregui        |         | Partido Justicialista                          |                    | —                                             |
| Morón                                                   | Martín Sabbatella R           |         | Nuevo Morón                                    |                    | Vecinalismo                                   |
| Navarro                                                 | Alfredo Castellari R          |         | Unión Cívica Radical                           |                    | —                                             |
| Necochea (ver detalle)                                  | Daniel Anselmo Molina         |         | Unión Cívica Radical                           |                    | —                                             |
| Nueve de Julio                                          | Martín Darío Callegaro        |         | Partido Justicialista                          |                    | —                                             |
| Olavarría                                               | Helios Eseverri R             |         | Unión Cívica Radical                           |                    | —                                             |
| Patagones                                               | Ricardo Néstor Curetti R      |         | Partido Justicialista                          |                    | —                                             |
| Pehuajó                                                 | Juan Carlos Mascheroni        |         | Partido Justicialista                          |                    | —                                             |
| Pellegrini                                              | Roberto Etchegaray R          |         | Unión Cívica Radical                           |                    | —                                             |
| Pergamino                                               | Héctor María Gutiérrez R      |         | Integración Cívica Pergaminense                |                    | Unión Cívica Radical                          |
| Pila                                                    | Gustavo Alfredo Walker        |         | Partido Justicialista                          |                    | —                                             |
| Pilar                                                   | Humberto Edgardo Zúccaro      |         | Partido Justicialista                          |                    | —                                             |
| Pinamar                                                 | Blas Antonio Altieri R        |         | Movimiento Unión del Partido de Pinamar        |                    | Vecinalismo                                   |
| Presidente Perón                                        | Alfonso Aníbal Regueiro       |         | Partido Justicialista                          |                    | —                                             |
| Puan                                                    | Horacio Luis López R          |         | Frente Vecinal para el Crecimiento             |                    | Unión Cívica Radical                          |
| Punta Indio                                             | Héctor Daniel Equiza          |         | Unión Cívica Radical                           |                    | —                                             |
| Quilmes                                                 | Sergio Omar Villordo          |         | Partido Justicialista                          |                    | —                                             |
| Ramallo                                                 | Walter Ariel Santalla         |         | Unión Cívica Radical                           |                    | —                                             |
| Rauch                                                   | Jorge Mario Ugarte            |         | Partido Justicialista                          |                    | —                                             |
| Rivadavia                                               | Sergio Omar Buil R            |         | Frente Social por Rivadavia                    |                    | Unión Cívica Radical                          |
| Rojas                                                   | Norberto Aloé                 |         | Partido Justicialista                          |                    | —                                             |
| Roque Pérez                                             | Hugo Pablo Oreja              |         | Partido Justicialista                          |                    | —                                             |
| Saavedra                                                | Rubén Carlos Grenada R        |         | Unión Distrito de Saavedra                     |                    | Unión Cívica Radical                          |
| Saladillo                                               | Carlos Antonio Gorosito R     |         | Unión Cívica Radical                           |                    | —                                             |
| Salliqueló                                              | Osvaldo Enrique Cattáneo R    |         | Unión Cívica Radical                           |                    | —                                             |
| Salto                                                   | Edgardo Raúl Burgos           |         | Afirmación para una República Igualitaria      |                    | —                                             |
| San Andrés de Giles                                     | Luis Alberto Ghione           |         | Partido Justicialista                          |                    | —                                             |
| San Antonio de Areco                                    | Eduardo Jordán                |         | Unión Cívica Radical                           |                    | —                                             |
| San Cayetano                                            | Miguel Ángel Stornini R       |         | Partido Justicialista                          |                    | —                                             |
| San Fernando (ver detalle)                              | Gerardo Osvaldo Amieiro R     |         | Partido Justicialista                          |                    | —                                             |
| San Isidro (ver detalle)                                | Ángel Gustavo Posse R         |         | Acción Vecinal San Isidro es Distinto          |                    | Unión Cívica Radical                          |
| San Miguel (ver detalle)                                | Oscar Daniel Zilocchi         |         | Movimiento por la Dignidad y la Independencia  |                    | Frente Popular Bonaerense                     |
| San Nicolás                                             | Marcelo Alberto Carignani     |         | Partido Justicialista                          |                    | —                                             |
| San Pedro                                               | Mario Leandro Barbieri R      |         | Unión Cívica Radical                           |                    | —                                             |
| San Vicente                                             | Brigida Malacrida de Arcuri R |         | Partido Justicialista                          |                    | —                                             |
| Suipacha                                                | Juan Antonio Delfino R        |         | Partido Justicialista                          |                    | —                                             |
| Tandil                                                  | Miguel Ángel Lunghi           |         | Unión Cívica Radical                           |                    | —                                             |
| Tapalqué                                                | Ricardo Toribio Romera R      |         | Partido Justicialista                          |                    | —                                             |
| Tigre (ver detalle)                                     | Ricardo José Ubieto R         |         | Acción Comunal del Partido de Tigre            |                    | Vecinalismo                                   |
| Tordillo                                                | Hector Aníbal Olivera         |         | Partido Justicialista                          |                    | —                                             |
| Tornquist                                               | Gerardo Pedro Rattero R       |         | Partido Justicialista                          |                    | —                                             |
| Trenque Lauquen                                         | Juan Carlos Font              |         | Unión Cívica Radical                           |                    | —                                             |
| Tres Arroyos                                            | Carlos Alberto Sánchez        |         | Movimiento Vecinal del Partido de Tres Arroyos |                    | Vecinalismo                                   |
| Tres de Febrero (ver detalle)                           | Hugo Omar Curto R             |         | Partido Justicialista                          |                    | —                                             |
| Tres Lomas                                              | Mario Luis Espada             |         | Unión Cívica Radical                           |                    | —                                             |
| Veinticinco de Mayo                                     | Mariano Horacio Grau R        |         | Unión Cívica Radical                           |                    | —                                             |
| Vicente López (ver detalle)                             | Enrique García R              |         | Frente Comunal de Vicente López                |                    | Unión Cívica Radical                          |
| Villa Gesell                                            | Héctor Luis Baldo R           |         | Unión Cívica Radical                           |                    | —                                             |
| Villarino                                               | Jorge Simoni R                |         | Unión Cívica Radical                           |                    | —                                             |
| Zárate (ver detalle)                                    | Elio Omar Bernues             |         | Partido Justicialista                          |                    | —                                             |
| R: Reelecto                                             |                               |         |                                                |                    |                                               |
| Fuente: Junta Electoral de la Provincia de Buenos Aires |                               |         |                                                |                    |                                               |